# Cristatopalpus
Cristatopalpus là một chi bướm đêm thuộc họ Erebidae.